# Jeux mondiaux féminins de 1922
Ne doit pas être confondu avec Jeux olympiques féminins de 1922.
Navigation
Édition suivante
Les premiers jeux mondiaux féminins ont eu lieu le 20 août 1922 au stade Pershing de Paris, en France.

## Participation
Cinq pays participent aux Jeux mondiaux féminins 1922 : la France, pays organisateur, la Tchécoslovaquie, la Suisse, le Royaume-Uni et les États-Unis.
Organisés sous le patronage du journal Le Journal, ils ont accueilli selon l'historien André Drevon près de 15 000 spectatrices et spectateurs.

## Résultats
| Épreuve                     | Or                                                              | Or      | Argent                                                           | Argent       | Bronze                                    | Bronze  |
| --------------------------- | --------------------------------------------------------------- | ------- | ---------------------------------------------------------------- | ------------ | ----------------------------------------- | ------- |
| 60 mètres                   | Marie Mejzlikova Tchécoslovaquie                                | 7.6     | Mary Lines Royaume-Uni                                           | 7.7          | Nora Callebout Royaume-Uni                | 7.8     |
| 100 yards                   | Nora Callebout Royaume-Uni                                      | 12.0    | Marie Mejzlikova Tchécoslovaquie                                 | ?            | Mary Lines Royaume-Uni                    | ?       |
| 300 mètres                  | Mary Lines Royaume-Uni                                          | 44.8    | Alice Cast Royaume-Uni                                           | ?            | Andrée Darreau ou Germaine Darreau France | ?       |
| 1 000 mètres                | Lucie Bréard France                                             | 3:12.0  | Georgette Lenoir France                                          | 3:12.2       | Phylis Hall Royaume-Uni                   | ?       |
| 100 yards haies             | Camille Sabie États-Unis                                        | 14.4    | Hilda Hatt Royaume-Uni                                           | 14.8         | Geneviève Laloz France                    | 15.0    |
| Relais 4 × 110 yards        | Royaume-Uni Mary Lines Nora Callebout Daisy Leach Muriel Porter | 51.8    | France Lucie Prost Germaine Robin Yvonne De Wynne Louise Noeppel | 51.2         | Tchécoslovaquie                           | 52.8    |
| Saut en hauteur             | Hilda Hatt Royaume-UniNancy Voorhees États-Unis                 | 1.46 m  | Non décernée                                                     | Non décernée | Ivy Lowman Grande-Bretagne                | 1.42 m  |
| Saut en longueur            | Mary Lines Royaume-Uni                                          | 5.06 m  | Elizabeth Stine États-Unis                                       | 5.025 m      | Camille Sabie États-Unis                  | 4.96 m  |
| Saut en longueur sans élan  | Camille Sabie États-Unis                                        | 2.485 m | Mary Hughes Royaume-Uni                                          | 2.405 m      | Henriette Comte-Anavoisard France         | 2.34 m  |
| Lancer du poids (2 mains)   | Lucile Godbold États-Unis                                       | 20.22 m | Violette Gourard-Morris France                                   | 19.85 m      | Maud Rosenbaum États-Unis                 | 17.37 m |
| Lancer du javelot (2 mains) | Francesca Pianzola Suisse                                       | 43.24 m | Yvonne Gancel France                                             | 41.62 m      | Lucile Godbold États-Unis                 | 39.70 m |

## Exposition
En 2023-2024, une exposition consacrée aux Jeux mondiaux féminins de 1922 est installée sur 17 panneaux contre les grilles du square Louis-Majorelle (Paris).

### Documentaire
En 2022, la réalisatrice Anne-Cécile Genre sort Les Incorrectes, documentaire sur Alice Milliat et les premiers Jeux mondiaux féminins.